# Cordigliano
Cordigliano è una frazione del comune di Perugia (PG).
Secondo l'Istat, nel 2001 contava 47 abitanti. Nel censimento del 2011, la voce Cordigliano non appare.